# Khong, Nakhon Ratchasima
Khong (tiếng Thái: คง) là một huyện (amphoe) ở phía bắc của tỉnh Nakhon Ratchasima, đông bắc Thái Lan.

## Lịch sử
Khu vực này thành phó huyện (King Amphoe) của huyện Bua Yai vào năm 1938. Tiểu huyện được chính thức nâng cấp thành huyện năm 1947. Trung tâm thành phố ở Ban Kut Rang.

## Địa lý
Các huyện giáp ranh (từ phía bắc theo chiều kim đồng hồ) là Ban Lueam, Bua Yai, Non Daeng, Phimai, Non Sung, Kham Sakaesaeng và Phra Thong Kham của tỉnh Nakhon Ratchasima, và Noen Sa-nga của tỉnh Chaiyaphum.

## Hành chính
Huyện này được chia thành 10 phó huyện (tambon). Có hai thị trấn (thesaban tambon) - Mueang Khong và Thephalai, mỗi thị trấn nằm trên một phần của tambon cùng tên.
| 1.  | Mueang Khong | เมืองคง    |  |
| 2.  | Khu Khat     | คูขาด      |  |
| 3.  | Thephalai    | เทพาลัย    |  |
| 4.  | Ta Chan      | ตาจั่น      |  |
| 5.  | Ban Prang    | บ้านปรางค์  |  |
| 6.  | Nong Manao   | หนองมะนาว |  |
| 7.  | Nong Bua     | หนองบัว    |  |
| 8.  | Non Teng     | โนนเต็ง    |  |
| 9.  | Don Yai      | ดอนใหญ่    |  |
| 10. | Kham Sombun  | ขามสมบูรณ์  |  |